# Ichneumon alpestriformis
Ichneumon alpestriformis là một loài tò vò trong họ Ichneumonidae.